# رود اوکلایات
رود اوکلایات (روسی: Укэлаят) یک رودخانه در سرزمین کامچاتکای کشور روسیه است.